# Oroszország-ház
| Oroszország-ház                           | Oroszország-ház                           |
| Kattints az alábbi külső linkek egyikére! | Kattints az alábbi külső linkek egyikére! |
| ----------------------------------------- | ----------------------------------------- |
| Nem található szabad kép.(?)              |                                           |
| külső link · jogvédett                    | A film plakátja (IMDB.com)                |

Az Oroszország-ház (eredeti cím: The Russia House), egy 1990-ben bemutatott színes amerikai romantikus kémfilm, Fred Schepisi rendezésében, Sean Connery, Michelle Pfeiffer, Klaus Maria Brandauer, Roy Scheider és James Fox főszereplésével, John le Carré angol író 1989-ben megjelent azonos című kémregénye alapján. A film címét a brit titkos hírszerző szolgálaton, az MI-6-on belül a Szovjetunió (később Oroszország) elleni kémkedést végző részleg becenevéből kölcsönözték.

## Cselekmény
Bartholomew „Barley” Scott Blair londoni könyvkiadó a glasznoszty időszakának hajnalán egy könyvvásárra érkezik Moszkvába. Meghívják egy peregyelkinói dácsába, ahol művészek, irodalmárok és „másként gondolkodók” találkoznak. Italos fejjel Blair beáll zenélni a dzsessz-zenekarba, majd lelkes beszédet tart a béke, a leszerelés és az emberi jogok fontosságáról. Másnap elsétál Borisz Paszternak közelben fekvő sírjához. Útközben megszólítja egy ismeretlen férfi, az előző esti társaság egyik csendben figyelő tagja. A férfi, aki csak Danténak nevezi magát, írt egy könyvet kényes tartalommal. Azt kéri Blairt, a kéziratot csempéssze ki Nyugatra és adja ki. Némi habozás után Blair rábólint és kézfogással pecsételi meg ígéretét.
Blairt a következő moszkvai könyvvásárra is várják, de más ügyei miatt nem tud elmenni. A kiadó standjánál megjelenik egy orosz alkalmazott, Kátya Orlova, aki egy kiadandó könyv kéziratát akarja átadni személyesen Blair kezébe. Mivel ő nem elérhető, Kátya rábízza a kéziratot Blair egyik brit kollégájára, Niki Landaura, aki azonban nem Blairnek, hanem a brit nagykövetségnek továbbítja azt. A titkosszolgálat emberei illetéktelenül felnyitják a Blairnek címzett borítékot, és tartalmát meglátva az MI-6 londoni központjába küldik.
A kiadásra szánt „Dante”-kézirat a szovjet nukleáris fegyverzet állapotát írja le. Ned brit ügynök az elemzésbe bevonja Russell ügynököt az amerikai CIA-tól. Lisszaboni lakásán megtalálják Blairt. A férfit nyomás alá helyezik, hogy szerezzen további információt az ismeretlen Dante személyéről. Ned felkészíti Blairt a Moszkvában végzendő kémkedési munkára. Moszkvában Blair felkeresi Kátyát, és igyekszik kiszedni belőle, valójában ki Dante, milyen beosztásban dolgozik, hogyan ismerte meg és mi a háttere az általa írt könyvnek? Blair be van drótozva, beszélgetésüket megbízói lehallgatják, a felvételeket egy moszkvai átjátszó állomáson és szatelliten át továbbítják a CIA főhadiszállására, a virginiai Langleybe.
A lehallgatott beszélgetésből a titkosszolgálatosok megállapítják, hogy „Dante” azonos Jakov Szaveljev orosz mérnök-matematikussal, aki egy titkos katonai körzetben él és dolgozik. Elsőrendűen fontos információforrásnak sorolják be. A kézirat elemzéséből kitűnik, hogy a szovjet fegyverkezési ipar elavult, rossz állapotban van, nem ütőképes, ennek ismeretében az amerikaiak akár be is szüntethetik az erőltetett fegyverkezési versenyt. A Russel CIAT-ügynököt aggasztja az esély, hogy Szaveljev elemzése helytálló lehet, mert a hadiipart az egész amerikai gazdaság motorjának tartja. A fegyverkezési kiadások csökkentésével a CIA dollármilliárdoktól esik el. A szembenállás csökkenésétől Russell a saját állását is félti.
Blair egyre bizalmasabb viszonyba kerül Kátyával és gyermekeivel. Szerelmet vall a nőnek, de Kátya nem tudja, megbízhat-e a férfiban. Összehoz egy titkos találkozót „Dantéval”. Blair felfedi előtte, hogy az MI-6-nak kémkedik. Szaveljev úgy érzi, Blair becsapta őt, de Blair meggyőzi, hogy hogy a könyvét ki fogja adni. Dante megbízik az idealista célokért lelkesedő Blairben, és további kéziratos fejezeteket ad át neki. A kiegészítő anyag tartalma a brit és amerikai titkos ügynökök számára annyira fontosnak bizonyul, hogy a további akció előtt Blairt a legszigorúbb nemzetbiztonsági ellenőrzésnek vetik alá, hogy megbizonyosodjanak a hazája iránti lojalitásáról. Blair kiállja a próbákat annak ellenére, hogy hangsúlyozza: csak a glasznszty segítése céljából működik együtt megbízóival. A kézirat tartalmának valódiságáról meggyőződött brit és amerikai titkosszolgálat egy „kérdéslistát” állít össze Blair számára, a szovjet hadiipar és fegyverkezés konkrét témáiról, amelyekre „Dantétól” válaszokat várnak. A kérdéslista átadása kockázatos, mert ha a KGB kezébe jut, visszafelé sülhet el: a szovjetek világos képet kapnak belőle, mit tud és mit nem tud róluk a CIA.
Blair következő moszkvai látogatására magával viszi a „kérdéslistát”. „Dante” az eddig szokott módon egy előre megbeszélt nyilvános telefonkészüléken hívja Kátyát. Csak kettejük által ismert kulcsszóval tudatja Kátyával, hogy ő maga valószínűleg lebukott, és Kátyát is veszély fenyegeti. Észreveszik, hogy mindkettőjüket figyeli a KGB. Kátya megmentése érdekében Blair úgy dönt, elárulja hazáját: a „kérdéslistát” felkínálja a KGB-nek, cserébe Kátya és családja biztonságos kiengedéséért Nyugatra. Londonban Ned, a brit MI-6 tisztje, aki jól kiismerte az idealista Blair észjárását, elkésve rájön, hogy Blair ezt fogja tenni.
Egyik orosz ismerősén keresztül Blair eljut a KGB-hez és személyes tárgyaláson egyezteti a lista átadásának feltételeit. Megtudja, hogy Dante, azaz Szaveljev mérnök időközben elhunyt, a hivatalos közlés szerint hepatitiszben. Ennek ellenére Blair úgy érzi, az oroszok megtartják a tárgyaláson tett ígéretüket. Biztonsági okból ír egy levelet Nednek, amelyben részletesen leírja döntésének indokait. Azzal azzal zárja levelét, hogy „Nem kell mások leveleit felbontogatni.” Ned előtt világossá válik, hogy Blair idealisztikus okokból „elárulta hazáját”, közben megfricskázta a titkosszolgálatosokat – Dante kifejezésével a „szürkeruhás emberkéket” – is, akik a háttérből mindent ellenőrizni és mozgatni akarnak. A blamázst titokban tartják, Blairt nem vonják felelősségre, és más következmények is elmaradnak: a CIA azt a verziót terjeszti, hogy a „kérdéslista” előre preparált, hamis tartalmú volt, így a „kölcsönösen biztosított megsemmisítés” doktrinája fennmaradhat, a fegyverkezési politikát sem kell megváltoztatni. Blair hazatér lisszaboni lakásába, és ott várja be a hajót, amelynek fedélzetén Kátya és családjai végül megérkeznek Nyugatra.

## Szereposztás
| Szerep                     | Színész               | Magyar hangja          |
| -------------------------- | --------------------- | ---------------------- |
| Bartholomew „Barley” Scott | Sean Connery          | Reviczky Gábor         |
| Katya Orlova               | Michelle Pfeiffer     | Kovács Nóra            |
| Russell                    | Roy Scheider          | Mécs Károly            |
| Ned                        | James Fox             | Csernák János          |
| Brady                      | John Mahoney          | Dobránszky Zoltán      |
| Clive                      | Michael Kitchen       | Balázsi Gyula          |
| Jackson Quinn ezredes      | J. T. Walsh           | Sztarenki Pál          |
| Walter                     | Ken Russell           | Makay Sándor           |
| Wicklow                    | David Threlfall       | Faragó József          |
| Dante                      | Klaus Maria Brandauer | Sinkovits-Vitay András |
| Bob                        | Mac McDonald          | N/A                    |
| Niki Landau könyvkiadó     | Nicholas Woodeson     | N/A                    |
| Brock                      | Martin Clunes         | Hankó Attila           |
| Merrydew                   | Ian McNeice           | N/A                    |
| Henziger                   | Colin Stinton         | Uri István             |
| Paddy                      | Denys Hawthorne       | N/A                    |
| Jurij, orosz kiadó         | Giorgi Anjaparidzse   | Bitskey Tibor          |
| Arkagyij                   | Alexej Javdokimov     | Cs. Németh Lajos       |

- További magyar hangok: Csuja Imre, Galbenisz Tomasz, Gruber Hugó, Jakab Csaba, Mikula Sándor, Varga Tamás

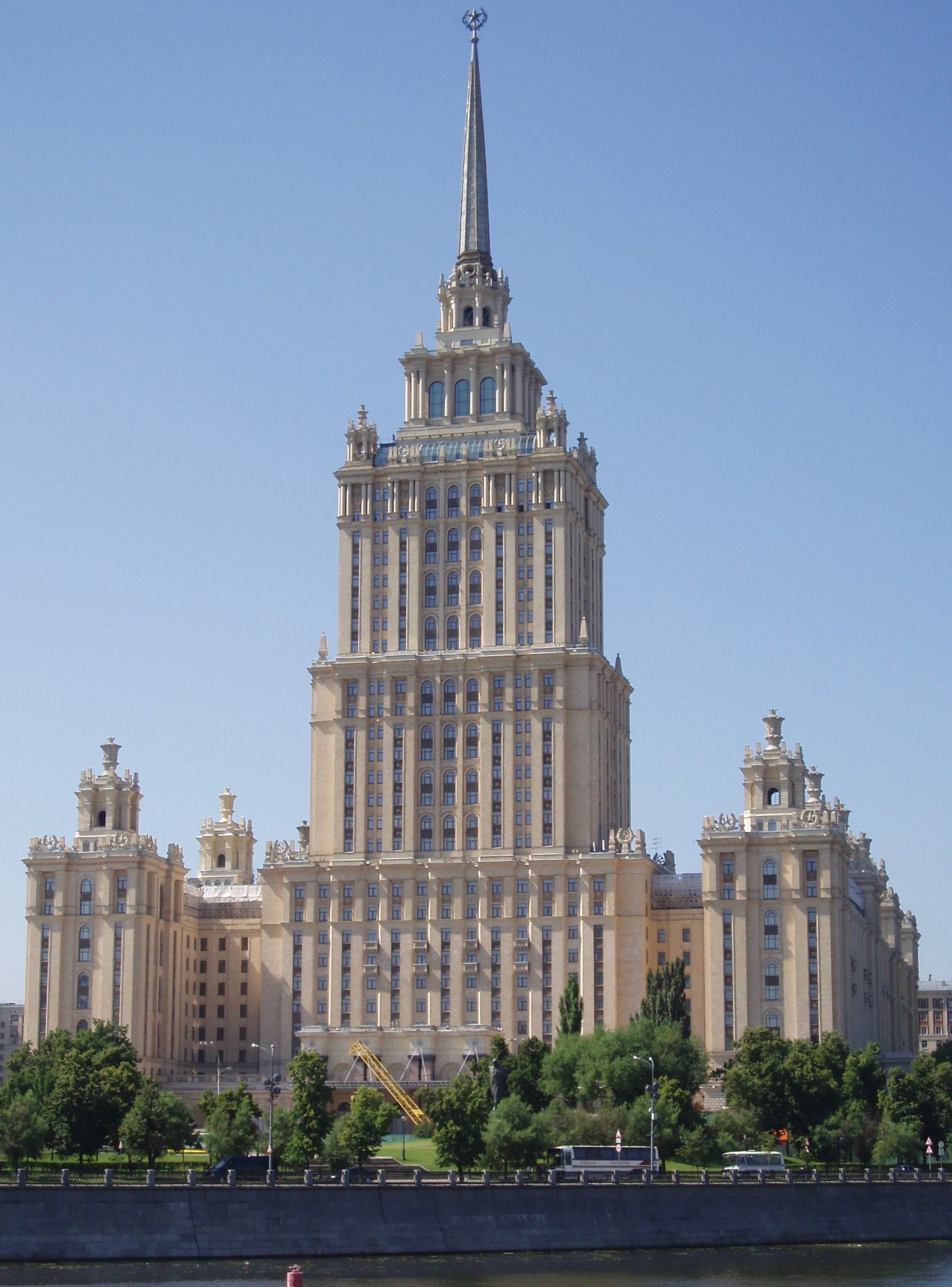
A moszkvai Ukrajna Szálló

## Gyártás
A filmet a londoni Pienwood Stúdiókban forgatták. A külső felvételeket 1989 októbere és decembere között forgatták a történések szerinti helyszíneken, Lisszabonban, Londonban, a kanadai Vancouverben és Bowen Islanden, továbbá Leningrádban és a Szergijev Poszad-i (zagorszki) kolostor Szentháromság-Székesegyházában  forgatták. A moszkvai jeleneteket a város közismert helyszínein, a Vörös téren, a moszkvai metróban, a GUM áruházban, az Ukrajna Szállóban és más moszkvai szállodákban vették fel. Az Szovjetunió kormánya egy 150 fős orosz forgatócsoportot és különvonatot bocsátott a filmesek rendelkezésére. A munkákat a moszkvai rendőrség is nagy erőkkel és lelkesen támogatta.
Az Arnold Schwarzenegger főszereplésével 1987–88-ban forgatott Vörös zsaru után ez volt az első alkalom, hogy a szovjet hatóságok belföldi forgatási engedélyt adtak egy nyugati filmgyártó csoportnak. (De a Vörös zsarunak csak néhány jelenetét forgatták Moszkvában, a Vörös téren, a filmet szinte teljes egészében Budapesten vették fel). Az Oroszország-ház volt az első jelentős amerikai mozifilm, amelyet alapvetően a Szovjetunióban forgattak. A film főszereplőit egy Oscar-díjas (Connery) és több Oscar-jelölt színészből (Pfeiffer, Scheider, Brandauer, Russell) állították össze. Szerződése szerint Connerynek beleszólási joga volt a színészek kiválasztásába (a castingba). Utolsó James Bond-filmjében, az 1983-as Soha ne mondd, hogy soha-ban Connery együtt játszotta a két főszerepet Brandauerrel.
2001 karácsonyára az MGM kiadta a filmet DVD-változatban, kiegészítésekkel. 2016-ban a Twilight Time kiadta Blu-ray változatban.

## Elismerések
Fred Schepisi rendezőt a 41. Berlini Nemzetközi Filmfesztiválon Arany Medve díjra jelölték.
Michelle Pfeiffert 1990-ben jelölték a legjobb drámai színésznőnek járó Golden Globe-díjra, de azt Kathy Bates vitte el, a Tortúra c. thrillerben nyújtott alakításáért.